# Cremps
Cremps (en francès Cremps) és un municipi francès situat al departament de l'Òlt i a la regió d'Occitània.

## Demografia
| 1962                                       | 1968 | 1975 | 1982 | 1990 | 1999 | 2006 |
| ------------------------------------------ | ---- | ---- | ---- | ---- | ---- | ---- |
| 154                                        | 206  | 201  | 221  | 229  | 270  | 299  |
| Des de 1962: població sense dobles comptes |      |      |      |      |      |      |

## Administració
| Període   | Identitat       | Partit |
| --------- | --------------- | ------ |
| 1989-2001 | André Giles     |        |
| 2001-     | Michel Rouelles |        |